# Nizhniye Nyuady
Nizhniye Nyuady är en ort i Azerbajdzjan.   Den ligger i distriktet Lənkəran Rayonu, i den sydöstra delen av landet, 210 km söder om huvudstaden Baku. Antalet invånare är 3 218.
Terrängen runt Nizhniye Nyuady är platt åt nordost, men åt sydväst är den kuperad. Trakten är tätbefolkad. Närmaste större samhälle är Lankaran, 4,4 km norr om Nizhniye Nyuady.